# Bradford West Gwillimbury
Bradford West Gwillimbury to miejscowość (ang. town) w Kanadzie, w prowincji Ontario, w hrabstwie Simcoe.
Powierzchnia Bradford West Gwillimbury to 201,03 km².
Według danych spisu powszechnego z roku 2001 Bradford West Gwillimbury liczy 22 228 mieszkańców (110,57 os./km²).